# 7-SEVEN- (175Rのアルバム)
『7-SEVEN-』（セブン）は、175Rのメジャー3枚目のオリジナルアルバム（通算4枚目）。

## 収録曲
1. ボクハナンダ
メジャー10thシングルのアルバムバージョン。
2. ゆっくりと消えた花
3. マンハッタン
4. メロディー
メジャー8thシングル。
5. プラスティック〜紫川のほとりにて〜
6. メロンパン
7. 25
8. それだけ
9. シャイン、光の道しるべ
メジャー9thシングル。
10. パズル
11. 春風
12. グラフィティー
メジャー7thシングル。
13. Sunday〜君だけの特別な週末〜